# Relaxamento muscular
O termo relaxamento muscular designa o fenômeno fisiológico de distensão da musculatura que ocorre tanto naturalmente, como após uma contracção muscular, quanto por ação de medicamentos, como no caso de anestesia. O relaxamento muscular também pode ser obtido através da prática de uma técnica de relaxamento.

## Fisiologiado relaxamento muscular
A modificação que ocorre na musculatura e conduz da contração ao relaxamento se dá já através de uma diminuição da concentração de cálcio nas células, já através de uma dessensibilzação do aparelho de contração
.
A concentração de cálcio pode ser diminuida ao estado de repouso (ca. 100 nM) através dos seguintes princípios:
- Inibição da absorsão de Ca2+ (beispielsweise Hemmung von L-Typ Calcium-Kanälen)
- Inibição da liberação de Ca2+ na circulação sanguínea
- Eliminação de Ca2+ (absorção no retículo endoplasmático ou eliminação para o espaço extracelular)

Uma desensibilização do Ca2+ pode ser obtida através da fosfatase da miosina (na musculatura lisa). Em tal processo participam principalmente as seguintes moléculas:

1. a bomba de cálcio (ATPase) no retículo endoplasmático;
2. a bomba de cálcio no sarcolema (ambas dependentes do trifosfato de adenosina) e
3. a bomba de sódio e cálcio.

## Relaxamento muscular através de meios farmacológicos
O funcionamento da musculatura pode ser inibida por um espaço de tempo relativamente grande através da aplicação de um relaxante muscular (o que se chama bloqueamento neuromuscular). Há dois tipos de substâncias usadas para esse fim. O primeiro tipo diminui a tensão muscular no cérebro, sendo assim usada em neurologia; o segundo age no sistema nervoso periférico, impedindo que os impulsos nervosos chege às fibras musculares. Este segundo tipo é utilizado na anestesia.